# Taphrina populina
Espèce
Taphrina populina est une espèce de champignons ascomycètes de la famille des Taphrinaceae.
Ce champignon est l'agent pathogène responsable de galles sur les Peupliers.

## Synonymes
- Ascomyces aureus (Pers.) Magnus[1]
- Erineum aureum Pers.[1]
- Exoascus aureus (Pers.) Sadeb.[1]
- Taphria populina Fr.[1]
- Taphrina aurea (Pers.) Fr.[1]